# Cajun Dance Party
Cajun Dance Party ist eine 2005 gegründete britische Indieband aus London.

## Geschichte
Cajun Dance Party nahmen 2006 ihr erstes Demo auf und veröffentlichten 2007 ihre erste Single The Next Untouchable, die zum „Track of the Week“ beim NME wurde. Es folgten weitere Singles, bis sie schließlich einen Vertrag mit XL Recordings unterzeichneten. Ihr Debütalbum erschien 2008 unter dem Titel The Colourful Life. Das Album schaffte es in den englischen Charts auf Platz 49.
Die Band trat auf verschiedenen Festivals auf, so bei Reading and Leeds, Glastonbury, Oxegen, T in the Park, Underage Festival, Camden Crawl, Summer Sonic in Japan und bei Les Inrocks tour in Frankreich.
Daniel Blumberg und Max Bloom verließen die Band Ende 2009 verließen, um an ihrem neuen Projekt Yuck zu arbeiten. Eine offizielle Auflösung der Band gab es jedoch nie.

## Diskografie
Alben
- 2008: The Colourful Life

Singles
- The Next Untouchable
- Amylase
- The Race
- Colourful Life